# Альтіволе
Альтіволе (італ. Altivole, вен. Intiòe) — муніципалітет в Італії, у регіоні Венето, провінція Тревізо.
Альтіволе розташоване на відстані близько 440 км на північ від Рима, 50 км на північний захід від Венеції, 26 км на захід від Тревізо.
Населення — 6860 осіб (2014).
Щорічний фестиваль відбувається 13,14 лютого. Покровитель — S. Fosca, S. Valentino.

## Демографія
Населення за роками:

Станом на 1 січня 2023 року в муніципалітеті офіційно проживали 662 іноземці з 37 країн, серед них 311 громадян країн Євросоюзу та 12 громадян України.

## Сусідні муніципалітети
- Азоло
- Каерано-ді-Сан-Марко
- Мазер
- Монтебеллуна
- Рієзе-Піо-X
- Веделаго
- Кастельфранко-Венето